# Canon EOS 1100D
Canon EOS 1100D – cyfrowa lustrzanka jednoobiektywowa, produkowana przez japońską firmę Canon. Aparat został zaprezentowany w 2011 roku jako następca modelu EOS 1000D. Należy do systemu Canon EOS.